# Dentaler Klick
Ein dentaler Klick ist ein Schnalzlaut. Er entspricht im Deutschen am ehesten dem Geräusch, das unter anderem benutzt wird, um Leute zurechtzuweisen und das mangels Darstellungsmöglichkeit mit „Tsts!“ transkribiert wird.
Der Laut entsteht dadurch, dass die Zunge an die Zähne gedrückt und dann schnell gelöst wird.